# Premier League de Escocia 2010-11
La temporada 2010-11 fue la 114.ª edición del Campeonato escocés de fútbol y la 13.ª edición como Premier League de Escocia, la división más importante del fútbol escocés. La competencia comenzó el 14 de agosto de 2008 y finalizó el 15 de mayo de 2011 con la conquista del Glasgow Rangers de su 54.º título de liga.

## Equipos y estadios
En esta edición participaron 12 equipos, de los cuales 11 provenían de la temporada pasada. Falkirk FC, el equipo descendido la temporada anterior, fue reemplazado por el ascendido de la Primera División, el Inverness Caledonian Thistle FC.
| Equipo              | Ciudad     | Estadio                    | Aforo  |
| ------------------- | ---------- | -------------------------- | ------ |
| Aberdeen            | Aberdeen   | Pittodrie Stadium          | 22.200 |
| Celtic              | Glasgow    | Celtic Park                | 60.506 |
| Dundee United       | Dundee     | Tannadice Park             | 14.200 |
| Hamilton Academical | Hamilton   | New Douglas Park           | 5.300  |
| Heart of Midlothian | Edimburgo  | Tynecastle Stadium         | 18.300 |
| Hibernian           | Edimburgo  | Easter Road Stadium        | 20.250 |
| Inverness CT        | Inverness  | Tulloch Caledonian Stadium | 7.512  |
| Kilmarnock          | Kilmarnock | Rugby Park                 | 18.220 |
| Motherwell          | Motherwell | Fir Park                   | 13.742 |
| Rangers             | Glasgow    | Ibrox Park                 | 51.082 |
| St. Johnstone       | Perth      | McDiarmid Park             | 10.618 |
| Saint Mirren        | Paisley    | St. Mirren Park            | 8.006  |

## Tabla de posiciones
|  |    | Equipo              | PJ | PG | PE | PP | GF | GC | DG  | PTS |
|  | -- | ------------------- | -- | -- | -- | -- | -- | -- | --- | --- |
|  | 1  | Rangers             | 38 | 30 | 3  | 5  | 88 | 29 | +59 | 93  |
|  | 2  | Celtic              | 38 | 29 | 5  | 4  | 85 | 22 | +63 | 92  |
|  | 3  | Heart of Midlothian | 38 | 18 | 9  | 11 | 53 | 45 | +8  | 63  |
|  | 4  | Dundee United       | 38 | 17 | 10 | 11 | 55 | 50 | +5  | 61  |
|  | 5  | Kilmarnock          | 38 | 13 | 10 | 15 | 53 | 55 | -2  | 49  |
|  | 6  | Motherwell          | 38 | 13 | 7  | 18 | 40 | 56 | -16 | 46  |
|  |    |                     |    |    |    |    |    |    |     |     |
|  | 7  | Inverness CT (A)    | 38 | 14 | 11 | 13 | 51 | 44 | +7  | 53  |
|  | 8  | St. Jonhstone       | 38 | 11 | 11 | 16 | 23 | 43 | -20 | 44  |
|  | 9  | Aberdeen            | 38 | 11 | 5  | 22 | 39 | 59 | -20 | 38  |
|  | 10 | Hibernian           | 38 | 10 | 7  | 21 | 39 | 61 | -22 | 37  |
|  | 11 | Saint Mirren        | 38 | 8  | 9  | 21 | 33 | 57 | -24 | 33  |
|  | 12 | Hamilton Academical | 38 | 5  | 11 | 22 | 24 | 59 | -35 | 26  |

- (A) : Ascendido la temporada anterior.

|  | Campeón y clasificado a Liga de Campeones de la UEFA 2011-12. |
|  | Clasificado a Liga Europea de la UEFA 2011-12.                |
|  | Desciende a Primera División de Escocia.                      |

## Máximos goleadores
| Pos. | Jugador          | Club                | Goles |
| ---- | ---------------- | ------------------- | ----- |
| 1    | Kenny Miller     | Rangers             | 21    |
| 2    | Gary Hooper      | Celtic              | 20    |
| 3    | David Goodwillie | Dundee United       | 17    |
| 4    | Nikica Jelavić   | Rangers             | 16    |
| 5    | Adam Rooney      | Inverness CT        | 15    |
| 5    | Conor Sammon     | Kilmarnock          | 15    |
| 5    | Anthony Stokes   | Celtic              | 15    |
| 8    | Michael Higdon   | Saint Mirren        | 14    |
| 9    | Rudolf Skácel    | Heart of Midlothian | 13    |
| 10   | Nick Blackman    | Aberdeen            | 12    |

## Primera División - First División
La Primera División 2010-11 fue ganada por el Dunfermline Athletic que accede a la máxima categoría, Stirling Albion FC desciende a la Segunda División.
| Pos | Equipo               | PJ | PG | PE | PP | GF | GC | GA  | Pts |
| --- | -------------------- | -- | -- | -- | -- | -- | -- | --- | --- |
| 1.  | Dunfermline Athletic | 36 | 20 | 10 | 6  | 66 | 31 | +35 | 70  |
| 2.  | Raith Rovers         | 36 | 17 | 9  | 10 | 47 | 35 | +12 | 60  |
| 3.  | Falkirk              | 36 | 17 | 7  | 12 | 57 | 41 | +16 | 58  |
| 4.  | Queen of the South   | 36 | 14 | 7  | 15 | 54 | 53 | +1  | 49  |
| 5.  | Partick Thistle      | 36 | 12 | 11 | 13 | 44 | 39 | +5  | 47  |
| 6.  | Dundee FC            | 36 | 19 | 12 | 5  | 54 | 34 | +20 | 44* |
| 7.  | Greenock Morton      | 36 | 11 | 10 | 15 | 39 | 43 | −4  | 43  |
| 8.  | Ross County          | 36 | 9  | 14 | 13 | 30 | 34 | −4  | 41  |
| 9.  | Cowdenbeath          | 36 | 9  | 8  | 19 | 41 | 72 | −31 | 35  |
| 10. | Stirling Albion      | 36 | 4  | 8  | 24 | 32 | 82 | −50 | 20  |